# Englische Cricket-Nationalmannschaft in Sri Lanka in der Saison 2020/21
Die Tour der englischen Cricket-Nationalmannschaft nach Sri Lanka in der Saison 2020/21 fand vom 14. bis zum 26. Januar 2021 statt. Die internationale Cricket-Tour war Bestandteil der Internationalen Cricket-Saison 2020/21 und umfasste zwei Tests, die Teil der ICC World Test Championship 2019–2021 sind. England gewann die Serie 2–0.

## Vorgeschichte
Sri Lanka spielte zuvor eine Tour in Südafrika, England eine Tour in England. Das letzte Aufeinandertreffen der beiden Mannschaften bei einer Tour fand in der Saison 2019/20 in Sri Lanka statt, als die geplanten Tests auf Grund der COVID-19-Pandemie abgesagt werden mussten. Somit wurde diese Tour angesetzt um diese Tests nachzuholen.

## Kaderlisten
England benannte seinen Kader am 11. Dezember 2020.
Sri Lanka benannte seinen Kader am 13. Januar 2021.
| Test | Test |
| Sri Lanka | England |
| --- | --- |
| - Dinesh Chandimal (K) - Dimuth Karunaratne (K) - Suranga Lakmal (VK) - Minod Bhanuka - Dushmantha Chameera - Niroshan Dickwella (wk) - Lasith Embuldeniya - Asitha Fernando - Oshada Fernando - Vishwa Fernando - Danushka Gunathilaka - Wanindu Hasaranga - Lahiru Kumara - Dilshan Madushanka - Angelo Mathews - Kusal Mendis - Ramesh Mendis - Dilruwan Perera - Kusal Perera (wk) - Nuwan Pradeep - Kasun Rajitha - Lakshan Sandakan - Dasun Shanaka - Dhananjaya de Silva - Kaushal Silva - Lahiru Thirimanne | - Joe Root (K) - Jos Buttler (VK, wk) - Moeen Ali - James Anderson - Jonny Bairstow (wk) - Dom Bess - Stuart Broad - Zak Crawley - Sam Curran - Ben Foakes (wk) - Dan Lawrence - Jack Leach - Dom Sibley - Olly Stone - Chris Woakes - Mark Wood |

## Stadion
Das folgende Stadion wurden für die Tour vorgesehen.
| Stadion                     | Stadt | Kapazität | Spiele       |
| --------------------------- | ----- | --------- | ------------ |
| Galle International Stadium | Galle | 35.000    | 1. & 2. Test |

## Tour Match
| 8. – 9. Januar Scorecard | Hambantota | Team Root 184-2d (50) | – | Team Buttler 120-6 (38) |
|                          |            | Remis                 |   |                         |

## Tests

### Erster Test in Galle
| 14. – 18. Januar Scorecard | Galle | Sri Lanka 135 (46.1) & 359 (136.5) | – | England 421 (117.1) & 76-3 (24.2) |
|                            |       | England gewinnt mit 7 Wickets      |   |                                   |

Sri Lanka gewann den Münzwurf und entschied sich als Schlagmannschaft zu beginnen. Sri Lanka gelang es in ihrem ersten Innings nicht,
einen Schlagmann zu etablieren. Von den Eröffnungs-Schlagmännern war Kusal Perera mit 20 Runs der erfolgreichste und wurde durch Angelo Mathews (27 Runs) und Kapitän Dinesh Chandimal (28 Runs) gefolgt. Als diese nach 30 Overn ausgeschieden waren, konnte nur noch Dasun Shanaka (23 Runs) mehr als 20 Runs erzielten und Sri Lanka verlor im 47. Over alle Wickets. Beste englische Bowler waren Dom Bess mit 5 Wickets für 30 Runs und Stuart Broad mit 3 Wickets für 20 Runs. Die englischen Eröffnungs-Schlagmänner taten sich zunächst ebenfalls schwer und schieden früh aus. Erst Jonny Bairstow und Joe Root konnten sich etablieren und den Tag mit 47* Runs bzw. 66* Runs beenden. Am zweiten Tag verlor Bairstow ohne weitere Runs sein Wickets und wurde durch Dan Lawrence ersetzt. Dieser begleitete Root mit 73 Runs in einem Partnership über 173 Runs, bevor er ausschied. Der Tag war durch Regenfälle verkürzt worden und endete kurze Zeit später beim Stand von 320/4. Zu Beginn des dritten Tages verlor Butler nach 30 Runs sein Wicket und die verbliebenen Schlagmänner konnten Root nicht mehr aktiv unterstützen. Als Root nach 228 Runs in 321 Bällen sein Wicket verlor, endete das Innings der Engländer mit einem Vorsprung von 286 Runs. Beste Bowler Sri Lankas waren Dilruwan Perera mit 4 Wickets für 109 Runs und Lasith Embuldeniya mit 3 Wickets für 176 Runs. In ihrer Aufholjagd konnten die sri-lankischen Eröffnungs-Batsman sich etablieren. Kusal Perrera schied nach 62 Runs aus, während Lahiru Thirimanne mit 76* Runs den Tag beim Stand von 156/2 beendete. Am vierten tag verlor Sri Lanka zunächst schnelle Wickets, bevor Angelo Mathew ins Spiel kam und sich etablierte. Thirlmanne schied nach einem Century über 111 Runs in 251 Bällen aus und wurde durch Dinesh Chandimal ersetzt. Mathews verblieb im Spiel als Chanidmal nach 20 Runs sein Wicket verlor, ebenso nach Niroshan Dickwella mit 29 Runs und Dilruwan Perera mit 24 Runs. Er verlor dann das letzte Wicket des Innings nachdem er mit 71 Runs Sri Lanka zu einer Vorgabe von 74 Runs verholfen hatte. Beste Bowler waren für England waren Jack Leach mit 5 Wickets für 122 Runs und Dom Bess mit 3 Wickets für 100 Runs. Am Ende des Tages verlor England drei schnelle Wickets, bevor sie den tag beim Stand von 38/3 beendeten. Am letzten Tag konntenJonny Bairstow mit 35* Runs und Dan Lawrence mit 21* Runs den Sieg für England ohne weiteren Wicketverlust vollenden. Bester Bowler der sri-lankischen Mannschaft war Lasith Embuldeniya mit 2 Wickets für 29 Runs. Als Spieler des Spiels wurde Joe Root ausgezeichnet.

### Zweiter Test in Galle
| 22. – 25. Januar Scorecard | Galle | Sri Lanka 381 (139.3) & 126 (35.5) | – | England 344 (116.1) & 164-4 (43.3) |
|                            |       | England gewinnt mit 6 Wickets      |   |                                    |

Sri Lanka gewann den Münzwurf und entschied sich als Schlagmannschaft zu beginnen. Als Spieler des Spiels wurde Joe Root ausgezeichnet.

## Statistiken
Die folgenden Cricketstatistiken wurden bei dieser Tour erzielt.

### Tests
| Tests              | Tests      | Tests   | Tests   | Tests   | Tests   | Tests   | Tests   | Tests   |
| Batting            | Batting    | Batting | Batting | Batting | Batting | Batting | Batting | Batting |
| Spieler            | Mannschaft | Spiele  | Innings | Runs    | Average | HS      | 100s    | 50s     |
| ------------------ | ---------- | ------- | ------- | ------- | ------- | ------- | ------- | ------- |
| Joe Root           | England    | 2       | 4       | 426     | 106,50  | 228     | 2       | 0       |
| Angelo Mathews     | Sri Lanka  | 2       | 4       | 213     | 53,25   | 110     | 1       | 1       |
| Lahiru Thirimanne  | Sri Lanka  | 2       | 4       | 171     | 42,75   | 111     | 1       | 0       |
| Niroshan Dickwella | Sri Lanka  | 2       | 4       | 140     | 35,00   | 92      | 0       | 1       |
| Jonny Bairstow     | England    | 2       | 4       | 139     | 46,33   | 47      | 0       | 0       |
| Bowling            |            |         |         |         |         |         |         |         |
| Spieler            | Mannschaft | Spiele  | Overs   | Wickets | Average | BBI     | 5W      | 10W     |
| Lasith Embuldeniya | Sri Lanka  | 2       | 119.0   | 15      | 27,66   | 7/137   | 1       | 1       |
| Dom Bess           | England    | 2       | 85.1    | 12      | 21,25   | 5/30    | 1       | 0       |
| Jack Leach         | England    | 2       | 110.5   | 10      | 35,50   | 5/122   | 1       | 0       |
| James Anderson     | England    | 1       | 31.0    | 6       | 7,66    | 6/40    | 1       | 0       |
| Dilruwan Perera    | Sri Lanka  | 2       | 93.1    | 5       | 53,60   | 4/109   | 0       | 0       |

## Auszeichnungen

### Player of the Series
Als Player of the Series wurden der folgende Spieler ausgezeichnet.
| Serie | Player of the Series |
| ----- | -------------------- |
| Test  | Joe Root             |

### Player of the Match
Als Player of the Match wurden die folgenden Spieler ausgezeichnet.
| Spiel   | Player of the Match |
| ------- | ------------------- |
| 1. Test | Joe Root            |
| 2. Test | Joe Root            |